# Danubio Fútbol Club
Il Danubio Fútbol Club, o più semplicemente Danubio, è una società di calcio di Montevideo, in Uruguay.

## Storia
Fu fondata il 1º marzo 1932 da Miguel e Juan Lazaroff, di origine bulgara, insieme ad altri studenti della scuola "República de Nicaragua" di Montevideo. Nativi della città di Filippopoli, i Lazaroff seguirono i propri genitori in Uruguay, dove trascorsero tutta la vita.
Il nome del club fa riferimento al fiume Danubio, corso d'acqua europeo.

## Palmarès

### Competizioni nazionali
- Campionato uruguaiano: 4

1988, 2004, 2006-2007, 2013-2014
Apertura: 3
2001, 2006, 2013
Clausura: 3
2002, 2004, 2007
- Liguilla Pre Libertadores: 1

1983
- Segunda División Uruguaya: 3

1947, 1960, 1970
- Divisional Extra de Fútbol de Uruguay: 1

1942
- Divisional Intermedia de Fútbol de Uruguay: 1

1943
- Torneo Competencia: 1

1988
- Torneo Clasificatorio: 1

2004
- Torneo Honor "B": 2

1946, 1947

### Altri piazzamenti
- Campionato uruguaiano:

Secondo posto: 1983, Apertura 2000, 2001, 2002, Apertura 2007, Apertura 2008, Apertura 2011
Terzo posto: 1954, 1973, 1992, 1993, Apertura 1999, Clausura 1999, Apertura 2003, Apertura 2005, Clausura 2006, Clausura 2015, 2016, Apertura 2018, Clausura 2018
- Coppa Libertadores:

Semifinalista: 1989

## Giocatori
Campioni del Mondo
- Carlos Romero (1950)
- Juan Burugueno (1950)

## Maglie storiche
| 1932 | anni Quaranta-presente | divisa casalinga usuale | divisa trasferta usuale | 2005, terza maglia 2007 |